# Johnson (Wisconsin)
Johnson es un pueblo ubicado en el condado de Marathon en el estado estadounidense de Wisconsin. En el Censo de 2010 tenía una población de 985 habitantes y una densidad poblacional de 10,84 personas por km².

## Geografía
Johnson se encuentra ubicado en las coordenadas 44°59′20″N 90°8′20″O / 44.98889, -90.13889. Según la Oficina del Censo de los Estados Unidos, Johnson tiene una superficie total de 90.91 km², de la cual 90.91 km² corresponden a tierra firme y (0%) 0 km² es agua.

## Demografía
Según el censo de 2010, había 985 personas residiendo en Johnson. La densidad de población era de 10,84 hab./km². De los 985 habitantes, Johnson estaba compuesto por el 95.84% blancos, el 0% eran afroamericanos, el 0.51% eran amerindios, el 1.73% eran asiáticos, el 0% eran isleños del Pacífico, el 0.2% eran de otras razas y el 1.73% pertenecían a dos o más razas. Del total de la población el 0.61% eran hispanos o latinos de cualquier raza.